# Ericus Hemmingius
Ericus Hemmingius, född 4 juli 1629, död 20 januari 1679 i Svanshals socken, Östergötlands län, var en svensk präst.

## Biografi
Ericus Hemmingius föddes 4 juli 1629. Han var son till kyrkoherden Hemingus Erici Lotonius i Östra Eneby socken. Hemmingius blev student vid Greifswalds universitet och 1655 student vid Uppsala universitet. Han promoverades till filosofie magister där och blev konrektor i Norrköping 1657. Hemmingius prästvigdes även 1657 och blev 1666 kyrkoherde i Östra Eneby församling. Han blev 1671 kyrkoherde i Svanshals församling och senare prost. Han avled 20 januari 1679 i Svanshals socken.

### Familj
Hemmingius gifte sig med Elisabeth Jacobsdotter Wittman. De fick tillsammans barnen Margareta och Anna.